# Jô Cavalcanti
Maria Joselita Pereira Cavalcanti (Recife, 28 de junho de 1982), mais conhecida como Jô Cavalcanti, é uma comerciante, feminista, sindicalista e política brasileira, filiada ao Partido Socialismo e Liberdade (PSOL). Entre 2019 e 2023, exerceu o cargo de deputada estadual na Assembleia Legislativa de Pernambuco. Em 2024, foi eleita vereadora, e, desde 2025, ocupa uma cadeira na Câmara Municipal do Recife.
Jô é militante do Sindicato dos Trabalhadores do Comércio Informal e coordenadora nacional do Movimento dos Trabalhadores e Trabalhadoras Sem Teto.

## Juntas Codeputadas
Eleitas pelo PSOL em 2018 com 39.175 votos, as Juntas Codeputadas formam o primeira mandato coletivo a ocupar uma cadeira na Assembleia Legislativa de Pernambuco. O grupo é formado pela jornalista Carol Vergolino, pela estudante de letras Joelma Carla, pela professora Kátia Cunha, pela advogada Robeyoncé Lima, a primeira transexual do Norte e Nordeste do país a usar o nome social na carteira da Ordem dos Advogados do Brasil e por Jô Cavalcanti.
Durante o mandato foram eleitas à presidência da Comissão de Cidadania da Alepe, no biênio 2019-2020.